# Птах (фільм)
Птах (англ. Bird) — американська біографічна драма 1988 року режисера Клінта Іствуда. Лауреат кінопремій «Золотий глобус», «Оскар» і двох призів Каннського кінофестивалю.

## Сюжет
Саксофоніст Чарлі Паркер приїжджає в Нью-Йорк в 1940 році. Він талановитий музикант і чудово грає. Він стає наркоманом, але його любляча дружина Чен намагається допомогти йому.

## У ролях
| Актор             | Роль                |
| ----------------- | ------------------- |
| Форест Вітакер    | Чарлі «Птах» Паркер |
| Даян Венора       | Чен Паркер          |
| Майкл Зелнікер    | Ред Родні           |
| Семюел Е. Райт    | Діззі Гіллеспі      |
| Кіт Девід         | Бастер Франклін     |
| Майкл Макгуайр    | Брюстер             |
| Джеймс Генді      | Естевес             |
| Деймон Вітакер    | Птах у дитинстві    |
| Морган Наглер     | Кім                 |
| Арлен Дін Снайдер | доктор Хіт          |
| Сем Робардс       | Московітц           |
| Тоні Тодд         | Фрог                |